# Osman Kakay
Osman Jovan Kakay, född 25 augusti 1997 i Westminster, England, är en sierraleonsk fotbollsspelare (försvarare) som spelar för Sierra Leones landslag. 

## Landslagskarriär
Den 9 september 2018 debuterade Kakay för Sierra Leones landslag i en landskamp mot Etiopien.